# James Kottak
James Kottak   (Louisville, 26 de desembre de 1962 - Louisville, 9 de gener de 2024) va ser un bateria de heavy metal estatunidenc conegut per tocar a la banda alemanya Scorpions, a la qual es va unir el 1996.
Abans de pertànyer a Scorpions, Kottak va ser bateria a ls grups Kingdom Come, Warrant, Montrose, Wild Horses, McAuley Schenker Group i Buster Brown.

## Discografia

### Amb Buster Brown
- Sign Of Victory (1985)

### Amb Montrose
- Mean (1987)

### Amb Kingdom Come
- Kingdom Come (1988)
- In Your Face (1989)

### Amb Michael Lee Firkins
- Michael Lee Firkins (1990)

### Amb Wild Horses
- Bareback (1991)
- Dead Ahead (2003)

### Amb McAuley Schenker Group
- M.S.G. (1992)

### Amb Warrant
- Ultraphobic (1995)

### Amb Ashba
- Addiction To The Friction (1996)

### Amb Scorpions
- Eye II Eye (1999)
- Moment of Glory (2000)
- Acoustica (acústic, 2001)
- Unbreakable (2004)
- Humanity: Hour 1 (2007)